# Tomas Maier
Tomas Maier (Pforzheim, 1957) è uno stilista e dirigente d'azienda tedesco.
È entrato a far parte di Bottega Veneta nel giugno del 2001, in qualità di Direttore Creativo, lasciando l'azienda a giugno 2018. 

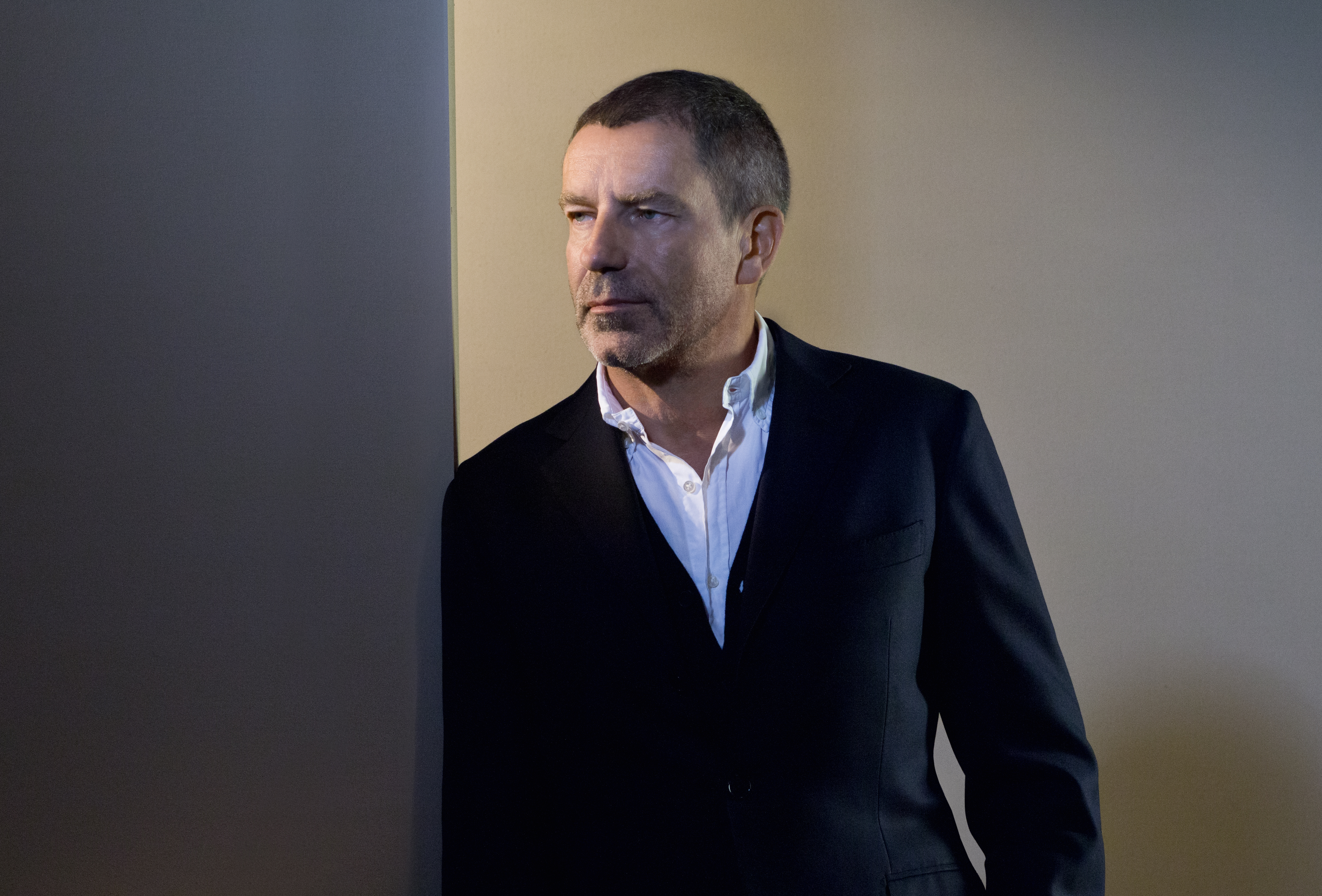
Tomas Maier

Nato ai margini della Foresta Nera, Maier è cresciuto in una famiglia di architetti, frequentando una scuola a indirizzo steineriano. Trasferitosi a Parigi, si è formato presso la Chambre Syndicale de la Haute Couture. La sua esperienza professionale comprende collaborazioni e progetti per Guy Laroche, Sonia Rykiel, Revillon e Hermès.
Nel 1999 si trasferisce in Florida.

## Bottega Veneta
Tom Ford lo nomina Direttore Creativo di Bottega Veneta nel giugno 2001, quando la società viene acquisita da Kering, ex Gruppo Gucci.
Presenta la sua prima collezione, di soli accessori, nel settembre 2001.
Nel 2014 Maier ha disegnato tre candele profumate per Diptyque.
Tra il 2001 e il 2011 Maier incrementa le vendite di Bottega Veneta dell'800%.

## Il marchio personale
Il marchio Tomas Maier nasce nel 1997 e l'anno successivo esordisce l'omonima boutique online. Da allora sono stati inaugurati tre store del marchio in Florida e negli Hamptons.

## Riconoscimenti
- 2004: Premio GQ Germania - Uomo dell'anno nella categoria Moda internazionale
- 2006: Premio US Luxury Institute Award - Bottega Veneta è nominata marchio di lusso più prestigioso per la moda donna
- 2006: Premio London Walpole Award - Bottega Veneta è nominata Miglior marchio internazionale
- 2007: Premio tedesco Forum Preis Award di TextilWirschaft - Creatività ed eccellenza nel design
- 2007: Premio FGI “Rule Breakers” Award
- 2007: Premio Elle Style Hong Kong Award - Miglior stilista internazionale di accessori
- 2007: Premio DNR Award - Stilista dell'anno
- 2007: Premio Wallpaper Award - Bottega Veneta vince il premio Miglior biblioteca con il suo tavolo da biblioteca
- 2009: Premio ACE Award - Stilista dell'anno
- 2012: Accademia del Profumo - Il profumo Bottega Veneta vince il premio Miglior marchio olfattivo e Miglior marchio italiano

## Materiale di riferimento
1. "Tomas Maier: Dreamweaver" . Harper's Bazaar. Recuperato il 12 febbraio 2010.
2. "Less is Maier". Vanity Fair. Settembre 2008. Recuperato il 12 febbraio 2010.
3. John Colapinto (3 gennaio 2011), Profiles: Tomas Maier - Just Have Less, New Yorker.
4. "Tomas Maier: Net-A-Porter. Recuperato il 12 febbraio 2010.
5. "Background". Sito web di Tomas Maier. Recuperato il 12 febbraio 2010.
6. "Less is Maier". Vanity Fair. Settembre 2008. Recuperato il 12 febbraio 2010.